# Evangelische Kirche Deisel

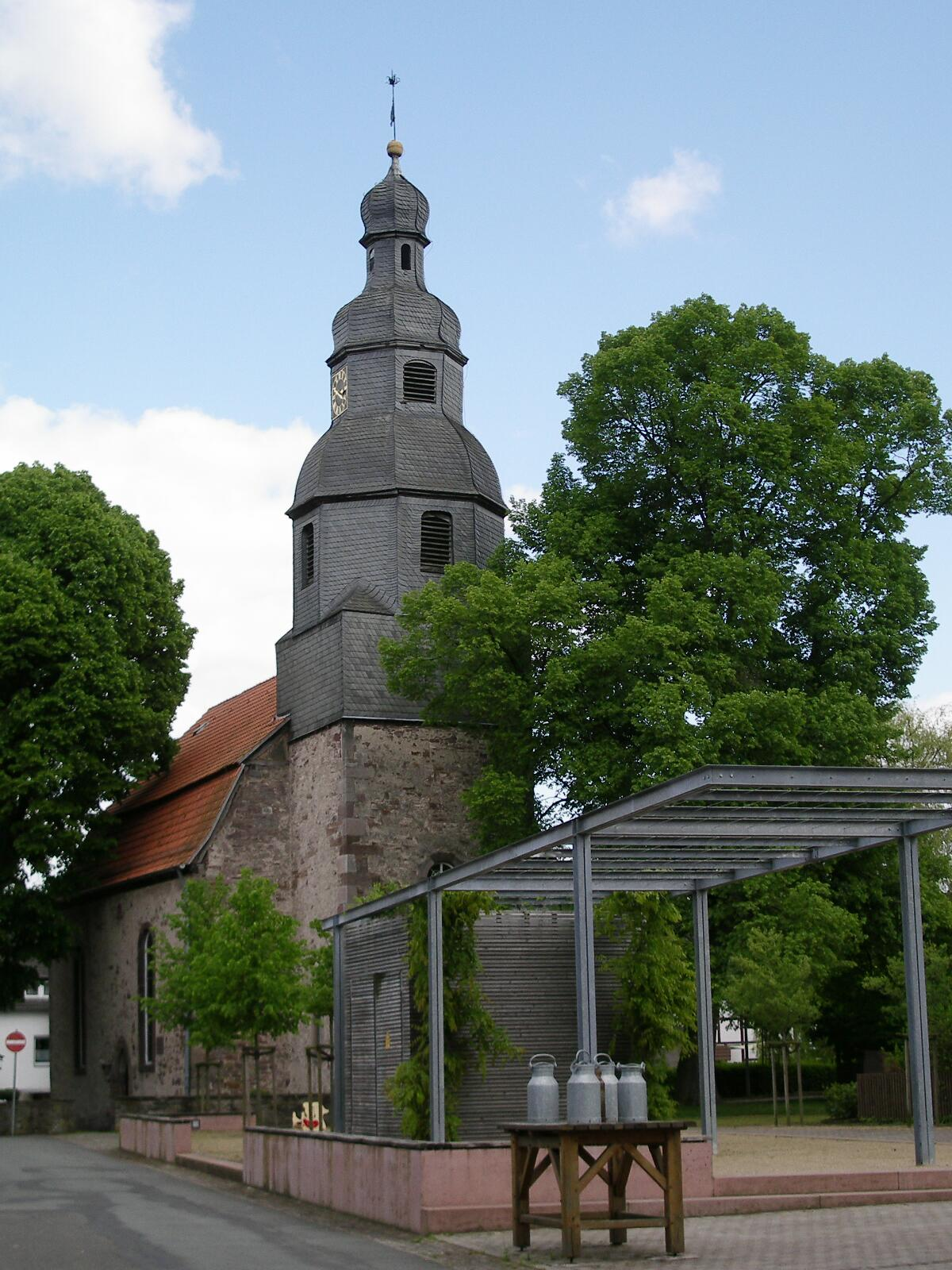
Evangelische Kirche Deisel

Die Evangelische Kirche Deisel ist ein denkmalgeschütztes Kirchengebäude in Deisel, einem Ortsteil von Trendelburg im Landkreis Kassel (Hessen). Die Kirchengemeinde gehört zum Kirchspiel Trendelburg im Kirchenkreis Hofgeismar-Wolfhagen der Evangelischen Kirche von Kurhessen-Waldeck.
Die 1974 innen und außen renovierte rechteckige Saalkirche mit schmalem Chor aus einem Joch und 5/8-Schluss wurde in den Jahren 1512–1516 errichtet. Das ursprünglich angesetzte Kehlrippengewölbe über dem Chor gelangte offenbar aus finanziellen Gründen nicht zur Ausführung, und die Kirche wurde in schlichterer Form weitergebaut. Die heute auffallenden, zurückgesetzten, unregelmäßigen Mauerzwickel über den kunstvoll behauenen Konsolen wären nach dem ursprünglichen Plan nicht zu sehen gewesen; sie wurden 1560 in die Ausmalung mit einbezogen. 1736 wurde das Schiff mit barocken Stilelementen ausgestattet und der Westturm mit dreistöckiger Haubenlaterne angefügt. Der Kirche wurde ein mit Sandsteinplatten bedecktes Mansarddach aufgesetzt. Die Chorwände sind durch spätgotische Maßwerkfenster gegliedert. Das Holztonnengewölbe im Schiff ruht auf achteckigen Holzsäulen. Die Halbtonnen über den mit Emporen ausgestatteten Seitenräumen werden ebenfalls von Pfeilern getragen.
Im Kirchenraum wurden 1951 frühreformatorische Wandmalereien in Form von Apfelranken aus dem Jahre 1560 freigelegt, die während des Reformatorischen Bildersturms unter Landgraf Moritz von Hessen-Kassel ca. 1605 übertüncht und dann in Vergessenheit geraten waren. Die Kanzel stammt von 1647, die Orgel von Balthasar Conrad Euler aus Gottsbüren stammt aus dem Jahre 1830. Die Glasfenster im Chorraum aus dem Jahre 1953 sind frühe Werke von Hans Gottfried von Stockhausen.